# Der dunkle Magier

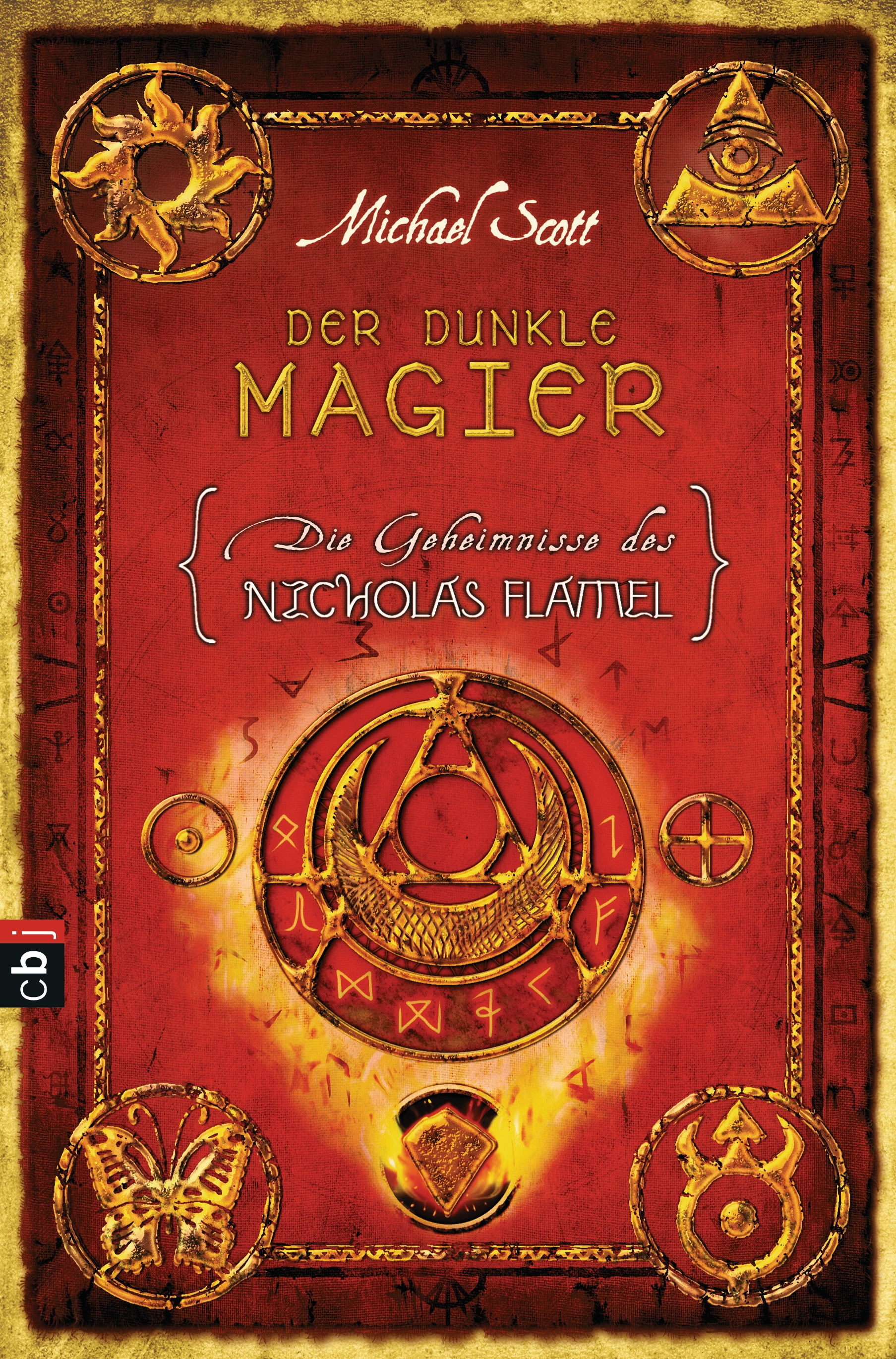
Cover der deutschen Erstausgabe

Der dunkle Magier (Originaltitel: The Secrets of the Immortal Nicholas Flamel – The Magician) ist ein Fantasyroman des irischen Autors Michael Scott aus dem Jahr 2008. Das Buch bildet den zweiten Band der Serie Die Geheimnisse des Nicholas Flamel. Die deutsche Ausgabe wurde von Ursula Höfker übersetzt und ist am 19. Januar 2009 im cbj-Verlag erschienen.

## Aufbau

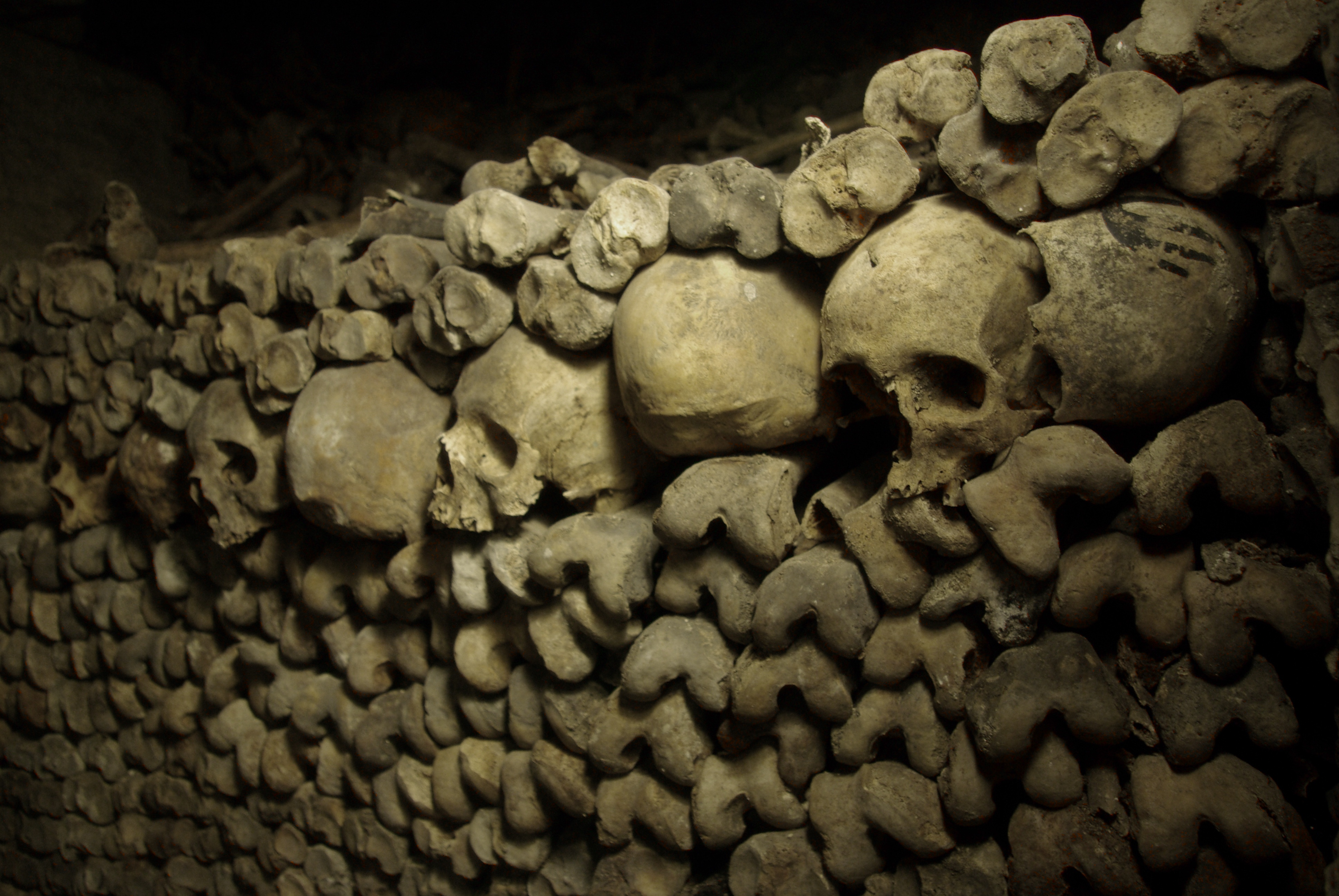
In den Katakomben von Paris hält sich der Ältere Mars Ultor auf

Das Buch hat 512 Seiten und besteht aus einem Vorwort Nicholas Flamels („aus dem Tagebuch von Nicholas Flamel, Alchemyst“), 55 Kapiteln (datiert auf Samstag, 2. Juni, Sonntag, 3. Juni und Montag, 4. Juni), einer „Anmerkung des Autors“, in der Michael Scott über die Katakomben von Paris erzählt, die in diesem Buch einen wichtigen Handlungsort darstellen, und einer Danksagung. Zusätzlich wurde vor der Danksagung das erste Kapitel des dritten Bandes eingefügt. Die Widmung des Buches lautet:

„Für Courtney und Piers
hoc opus, hic labor est“

„es ist dieses Werk, diese Arbeit“

## Titel

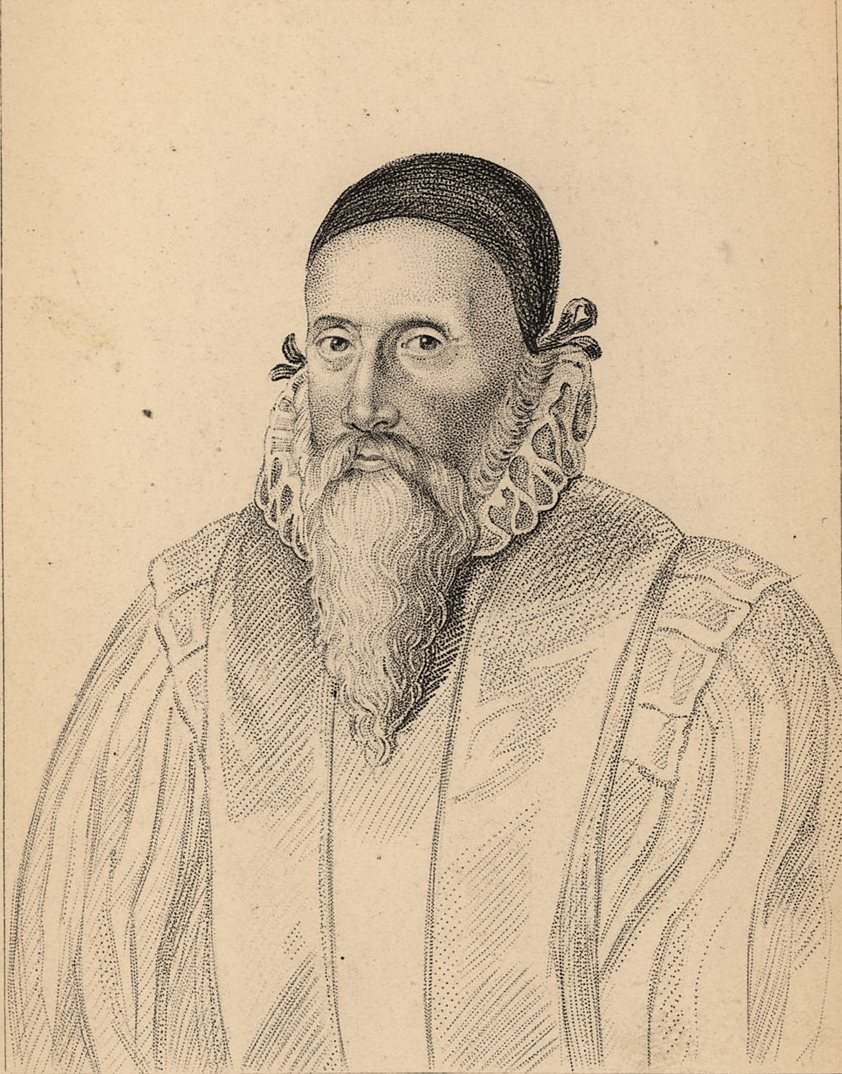
John Dee, die Titelfigur des Buches

Der Titel bezieht sich auf Dr. John Dee, den Gegenspieler Flamels.

„Dee had so many talents, he could have been any of the characters – indeed, I have written elsewhere that he was the original hero of this series. … In his own time, he was always principally known as The Magician.“

„Dee hatte so viele Talente, er hätte jeder der Charaktere sein können – tatsächlich habe ich an anderer Stelle geschrieben, dass er der ursprüngliche Held dieser Serie war. … Zu seiner Zeit war er immer vornehmlich als Der Magier bekannt.“

## Vorgeschichte
Die Handlung des zweiten Bandes schließt direkt an die des vorangegangenen Buches an.

## Handlung

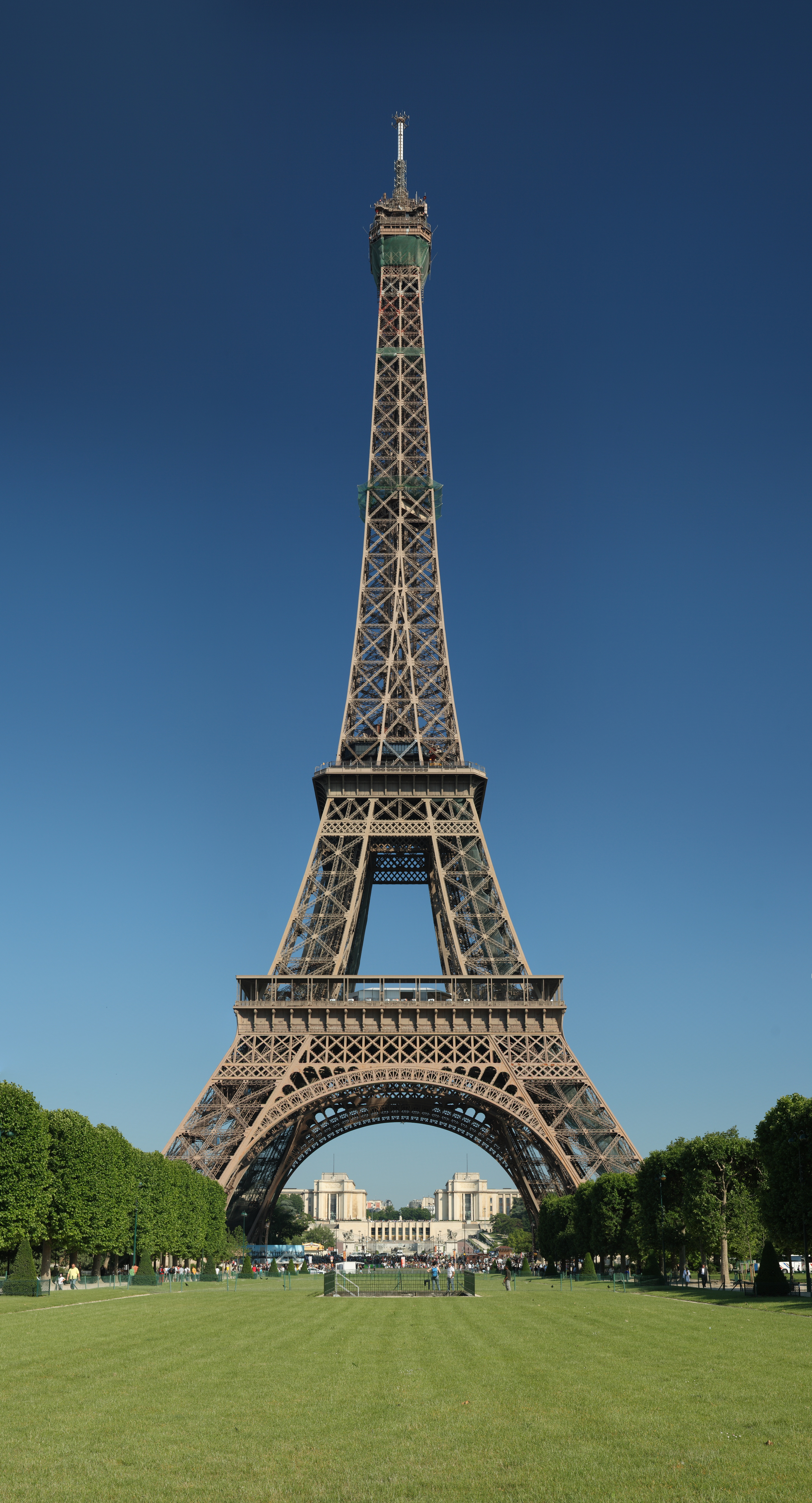
Am Eiffelturm trifft sich die Gruppe mit dem Grafen von Saint-Germain

John Dee kontaktiert von Ojaj aus den Unsterblichen Niccolò Machiavelli, der auf der Seite der Dunklen Älteren steht und in Frankreich der Kopf des DGSE ist. Machiavelli versucht, Flamel, die Zwillinge und Scathach in Sacré-Cœur mit einer Tulpa aus Wachs und einer Armee aus Polizisten und Leuten vom Geheimdienst (u. a. aktiviert er auch die RAID) aufzuhalten, doch vergebens. Flamel schafft es, über die Hexe von Endor Kontakt mit seinem ehemaligen Schüler, dem Grafen von Saint-Germain, aufzunehmen, der ihn und seine Begleiter in seiner Wohnung aufnimmt. Er soll Sophie auch in der Feuermagie unterrichten. Aus seiner früheren Wohnung holt der Alchemist indes das dort versteckte Elementschwert des Feuers Clarent (das Schwert, mit dem Mordred König Artus erschlug), das er Josh übergibt, der als Einziger nicht bewaffnet ist. Sophie wird vom Grafen von Saint-Germain in der Feuermagie ausgebildet, während Josh von Scathach der Gebrauch des Schwertes gelehrt wird.
Niccolò Machiavelli heuert die Disir (auch: Walküren) an, um Scathach aus der Welt zu schaffen, da er dann mit den anderen leichtes Spiel haben würde. Die Disir wollen den Drachen Nidhogg auf Scathach hetzen. Bei Sonnenaufgang greifen sie das Haus von Saint-Germain an: Während Sophie und Johanna von Orléans (Saint-Germains Frau) gegen die Disir kämpfen, müssen sich Scathach und Josh gegen den Drachen Nidhogg verteidigen, der Teile des Hauses einstürzen lässt. Nidhogg schafft es, Scathach zu verwunden; da er aber panische Angst vor Joshs Schwert Clarent hat, rennt er davon und schleppt Scathach mit sich. Josh verfolgt ihn mit seinem Schwert.
Machiavelli und Dee sehen, dass der Drache außer Kontrolle geraten ist. Machiavelli entlässt seinen Diener Dagon, damit auch er sich auf die Suche nach Scathach machen kann. Die beiden Unsterblichen versuchen, dem Drachen zu folgen, der eine Spur der Verwüstung durch Paris zieht. Johanna und Sophie schaffen es, zwei der Disir zu besiegen und in einen Eisblock einzuschließen. Zusammen mit dem geschwächten Flamel folgen sie dem Drachen in einem Auto, während der Graf von Saint-Germain sich um die Menschenmengen vor dem Haus kümmern will.
Durch die Schwertstiche von Josh beginnt Nidhogg langsam, zu versteinern (das Blut reagiert mit dem Feuerschwert zu Lava, die fest wird). Als der Drache das Ufer der Seine erreicht hat, stellt die verbliebene Disir sich Josh in den Weg. John Dee tritt jedoch dazwischen und rettet den Jungen in sein Auto. Mit Josh am Steuer verschwinden Dee und Machiavelli wieder vom Ort des Geschehens, während die bewusstlose Scathach immer noch in einer Klaue Nidhoggs hängt. Wenig später erreichen auch Johanna, Nicholas Flamel und Sophie das Seine-Ufer. Der Drache bewegt sich immer weiter zum Fluss hin und droht, Scathach mit sich ins Wasser zu reißen. Während Johanna gegen die Disir kämpft und sie dann in den Fluss stößt, schaffen es Sophie und Flamel, die Kriegerprinzessin in Sicherheit zu bringen; der inzwischen vollständig versteinerte Nidhogg stürzt in die Seine. Doch da taucht plötzlich Dagon auf und reißt Scathach mit sich ins Wasser.
Dee verspricht Josh, seine Kräfte zu wecken. Darauf folgt der Junge dem Magier und Machiavelli in die Katakomben von Paris, wo sich ein Erstgewesener aufhält: Mars Ultor. Der Alchemist, Johanna und Sophie steigen zusammen mit dem Grafen von Saint-Germain ebenfalls in die Katakomben. In einer unterirdischen Kammer trifft Josh auf den schlafenden Gott Mars und dessen Diener, die Satyrn, Phobos und Deimos. Der Gott erweckt Joshs Kräfte und gibt ihm auch ein zusätzliches „Geschenk“, das ihm in Zukunft von Nutzen sein soll. Da erscheinen Flamel und die anderen in der Kammer. Sie nehmen den geschwächten Josh wieder mit sich; als Mars das nicht zulassen will, verflüssigt Flamel die Knochen, die sich in der Kammer befinden. Der Gott versinkt darin. Daraufhin will er sich an Dee rächen, der die Knochenflüssigkeit wieder verfestigt und Mars Ultor darin einschließt.
Die Zwillinge, Flamel, Johanna und ihr Mann kommen auf dem parvis, dem Vorplatz, von Notre Dame wieder an die Erdoberfläche. Dort erwecken Dee und Machiavelli die steinernen Wasserspeier der Kirche zum Leben und hetzen sie gegen die Gruppe. Doch die Zwillinge vereinigen ihre Kräfte und können damit die gesamten Steinfiguren zu Staub zermahlen. Am nächsten Tag macht sich der Alchemist mit den Zwillingen nach London auf, wo er König Gilgamesch aufsuchen will, der Josh und Sophie in der Wassermagie unterrichten soll. Schließlich erfährt man noch, dass Scathach nicht etwa von Dagon ertränkt wurde: Als Vampir musste sie nicht atmen. Sie ist inzwischen schon wieder bei Johanna von Orléans.
Perenelle, gefangen auf Alcatraz, nutzt die ihr angeborene Fähigkeit, mit Geistern Kontakt aufzunehmen und spricht mit dem Poltergeist Juan Manuel de Ayala, der die Sphinx ablenkt und der Zauberin zur Flucht verhilft. Sie entdeckt in den Verliesen der Insel eine Armee aus Monstern, die Dee zusammengestellt haben muss. Schließlich findet sie die dort gefangene Spinnenfrau Areop-Enap und befreit sie. Zusammen mit ihr kämpft sie gegen die Morrigan, die inzwischen auf die Insel gekommen ist. Sie sperren die Krähengöttin in das ursprüngliche Verlies von Areop-Enap.

## Figuren
Neu im zweiten Band sind:

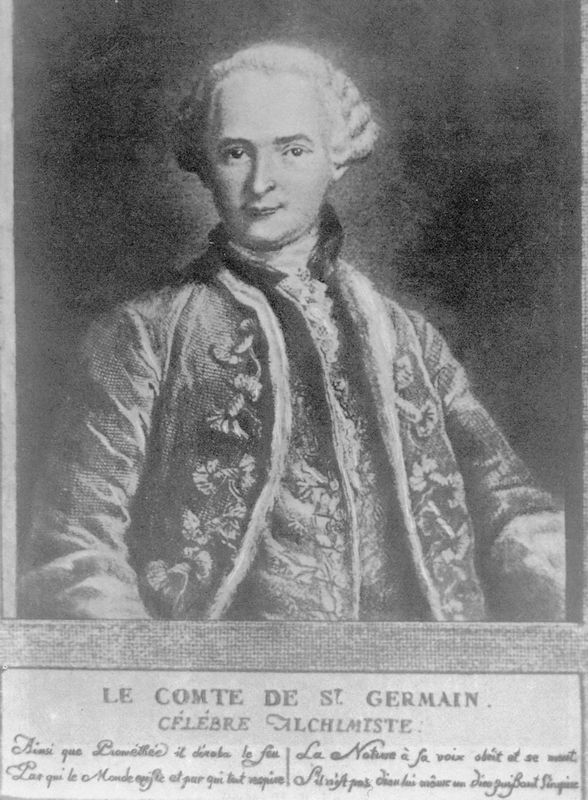
Der Graf von Saint-Germain

- Graf von Saint-Germain, kurz Francis: Er war ein Schüler Flamels, den die Hexe von Endor kontaktiert, um Flamel zu helfen. Der Unsterbliche ist ein Meister des Feuers; dieses Geheimnis hat er vom Bruder der Hexe von Endor, Prometheus, gestohlen. Er hat sich als Rockmusiker einen Namen gemacht, mit fünf Nummer-1-Hits in den USA. Es ist nicht bekannt, wie er unsterblich wurde. Francis ist mit Johanna von Orleáns verheiratet.
- Johanna von Orléans: Sie ist eine der wenigen Wesen mit silberner Aura. Scathach rettete sie damals vom Scheiterhaufen.
- Niccolò Machiavelli: Ein weiterer Unsterblicher. Er dient wie John Dee den Dunklen Älteren und hat es in Frankreich inzwischen zum Chef des Geheimdienstes gebracht, also zu einem der mächtigsten Männer des Landes. Laut Flamel ist er viel gefährlicher als Dee. Er war es, der als Erster Flamels Grab schändete, in der Hoffnung, den Codex zu finden.
- Dagon: Dieses fischartige Wesen dient Machiavelli schon seit langer Zeit. Im Laufe der Geschichte entlässt ihn der Italiener, damit Dagon seine Erzfeindin Scathach suchen kann, die einst sein ganzes Volk tötete.
- Die Walküren (Disir): Machiavelli heuert die drei nordischen Kriegerinnen an, um sie gegen Scathach zu hetzen, ihrer Todfeindin, die viele ihrer Schwestern vernichtete. Sie sind zu Sonnenaufgang am stärksten.
- Nidhogg: Dieser Drache, genannt „der Leichenverschlinger“, war lange Zeit in den Wurzeln von Hekates Weltenbaum Yggdrasil gefangen. Nachdem dieser von Dee vernichtet wurde, setzen die Disir ihn gegen Scathach ein. Als sie aber die Kontrolle über ihn verlieren, tobt er durch Paris und stürzt dort schließlich in den Hafen, durch Joshs Schwert Clarent versteinert.
- Mars Ultor: Dieser Erstgewesene lebt in den Katakomben von Paris, zusammen mit seinen Dienern, den Satyrn Phobos und Deimos. Er war früher unter anderen Namen bekannt, Huitzilopochtli, Nergal, Ares, Horus. Der Gott wurde von der Hexe von Endor, die ihn einst geliebt hatte, mit einem Fluch belegt, der seine Aura in einen festen Panzer verwandelte. Er wirkt deshalb auf den ersten Blick wie eine Statue. Dee schließt ihn am Ende in Knochenmasse ein.
- Areop-Enap: Die Spinnenälteste steht mit den Humani auf gutem Fuß, deshalb wird sie auf Befehl Dees entführt und auf Alcatraz festgehalten. Nachdem Perenelle die Bannsprüche löst, verbündet sich Areop-Enap mit der Zauberin gegen die Morrigan.

## Rezeption

### Kritiken
Das Buch wurde von Kirkus Reviews mit einem Stern für die „außergewöhnliche Leistung“ ausgezeichnet. Obwohl Scotts Anstrengungen, die Grenze zwischen den Guten und den Bösen zu verwischen, gelegentlich zwanghaft wirkten (wobei vor allem der „sture Argwohn“ betont wird, den Josh Flamel entgegenbringt, obwohl das Gegenteil stets offensichtlich sei), würden die Leser von einem eleganten Plot durch die Geschichte geführt. Dabei bliebe eine breite Spur der Zerstörung zurück und es gebe Enthüllungen zu wohlüberlegten Zeitpunkten. Unüblich sei, dass die Angelegenheiten sich am Ende des Buches bereits einigermaßen geklärt hätten, obgleich die Serie noch lange nicht zu Ende sei.
The Daily Telegraph urteilte, Scott vermische die moderne Welt auf perfekte Weise mit Magie; das Buch sei nett geschrieben, die Geschichte bezaubernd und die Grundlagen des Erzählens seien gut angewandt.
Das Main-Echo bezeichnet die Geschichte als „fesselndes Abenteuer“, das so manchen furchtlosen Leser in seinen Bann ziehe.
Deanna Romriell rezensierte im School Library Journal das Hörbuch. Dabei spricht sie von einer „kribbelig machenden Reise“ voller „Geschwindigkeit und Spannung“.

### Nominierungen
- The Dublin Airport Authority Irish Children’s Book of the Year (Snr) – 2009[6]

### Platzierungen
Das Buch erreichte auf der Buchreport-Bestsellerliste Platz 31 (Hardcover/Belletristik) bzw. Platz 14 (Jugendbücher). In der Bestsellerliste von USA Today erreichte die Originalausgabe Platz 123; in der Jugendbuch-Bestsellerliste der New York Times Platz 4.

## Besonderheiten
Als Nicholas Flamel in Kapitel 9 bei der Zeitung Ojaj Valley News anruft, spricht er mit einem Reporter namens Michael Carroll. Dabei handelt es sich um eine Anspielung auf den gleichnamigen Autor, der ein guter Freund von Michael Scott ist.
Im Original wurde das Buch am 28. November 2010 (dem Geburtstag von Nicholas Flamel sowie Michael Scott) zusammen mit Der unsterbliche Alchemyst und Die mächtige Zauberin im Schuber unter dem Titel The First Codex („Der erste Codex“) neu herausgegeben. Dabei handelt es sich um die Taschenbuchausgaben.

## Buchausgaben
- Michael Scott: The Secrets of the Immortal Nicholas Flamel – The Magician. Delacorte Press, New York 2008, ISBN 978-0-385-73358-8.

- Michael Scott: Die Geheimnisse des Nicholas Flamel – Der dunkle Magier. cbj, München 2009, ISBN 978-3-570-13378-1.
- Michael Scott: Die Geheimnisse des Nicholas Flamel – Der dunkle Magier. cbj, München 2011, ISBN 978-3-570-40120-0 (Taschenbuchausgabe).

## Hörbuch
Das Hörbuch erschien am 19. Januar 2009 bei cbj audio. Sprecher ist Andreas Fröhlich, es handelt sich um eine gekürzte Lesung von ca. 420 Minuten.
Das englische Hörbuch ist ungekürzt und wird von Erik Singer gelesen. Es erschien am 24. Juni 2008 bei Listening Library. Deanna Romriell lobte den Erzähler im School Library Journal für das überzeugende Darstellen aller Figuren, von den amerikanischen Teenagern zu alten Italienern, die zwischen alter und neuer Redeweise wechseln. Auch die Sprache der verschiedenen mythischen Monster wirke authentisch. Somit schaffe Singer ein wundervolles Hörerlebnis.